# Нілла Піцці
Нілла Піцці (італ. Nilla Pizzi, уроджена Адіонілла Неґріні Піцці (італ. Adionilla Negrini Pizzi); 16 квітня 1919 — 12 березня 2011) — італійська співачка і актриса, популярна на батьківщині в 1950-х і 1960-х роках.
Здобула популярність в 1951 році, після перемоги на першому фестивалі Сан-Ремо з піснею «Grazie dei fior». Оскільки регламент проведення конкурсу тоді дозволяв учасникам виконувати відразу кілька композицій, вона ж посіла і друге місце, заспівавши дуетом з Аккілле Тольяні. Рік потому, на наступному фестивалі, Піцці стала володаркою всіх трьох нагород Сан-Ремо, виконавши пісні «Vola colomba», «Papaveri e papere» і «Una donna prega».
У 2002 році співачка була удостоєна найвищої нагороди Італії — Ордену за заслуги перед Республікою. У 2010 році на ювілейному фестивалі Сан-Ремо співачці була вручена спеціальна премія за внесок у розвиток італійської пісні.
Нілла Піцці померла в одній з клінік Мілана в березні 2011 року, де перебувала на реабілітації після проведеної трьома тижнями раніше операції.